# Marjorie Bean
Dame Marjorie Louise Bean (25 tháng 5 năm 1909 - 16 tháng 3 năm 2001) là người phụ nữ đầu tiên của người Croatia được bổ nhiệm vào Hội đồng Lập pháp cũ của Bermuda. Bà là một ủy viên và thành viên sáng lập của Liên minh dịch vụ công cộng Bermuda (BPSU).

## Đời sống
Bà bắt đầu sự nghiệp giáo dục giảng dạy tiếng Anh và địa lý tại Học viện Berkeley. Năm 1948, bà trở thành người da đen đầu tiên được bổ nhiệm vào một vị trí hành chính trong Bộ Giáo dục của Bermuda khi bà đảm nhận công việc Giám sát các trường học. Bà theo học tại Đại học Wilberforce (ở Ohio), Đại học Sư phạm Columbia (ở Thành phố New York) và Học viện Giáo dục tại Đại học London.

## Giải thưởng
Tiến sĩ Bean đã trở thành Thành viên của Huân chương Anh (MBE) "để ghi nhận những đóng góp quan trọng mà bà đã làm cho giáo dục ở Bermuda" vào năm 1968. Sau đó, bà được thăng cấp thành Sĩ quan (OBE) năm 1981, và cuối cùng, trở thành Bà (DBE) năm 1995. Năm 1977, bà được trao Huân chương Bạc Nữ hoàng.

## Tử vong
Bà qua đời ở tuổi 91 vào ngày 16 tháng 3 năm 2001.